# Друга венецуеланска република
Другу венецуеланску републику основао је Симон Боливар 7. августа 1813. година током рата за независност против шпанске колонијалне управе. Постојање републике је окончано након војног пораза наредне године.